# Targionia stoebae
Targionia stoebae är en insektsart som beskrevs av Abraham Munting 1965. Targionia stoebae ingår i släktet Targionia och familjen pansarsköldlöss. Inga underarter finns listade i Catalogue of Life.